# الیت رزیدنس

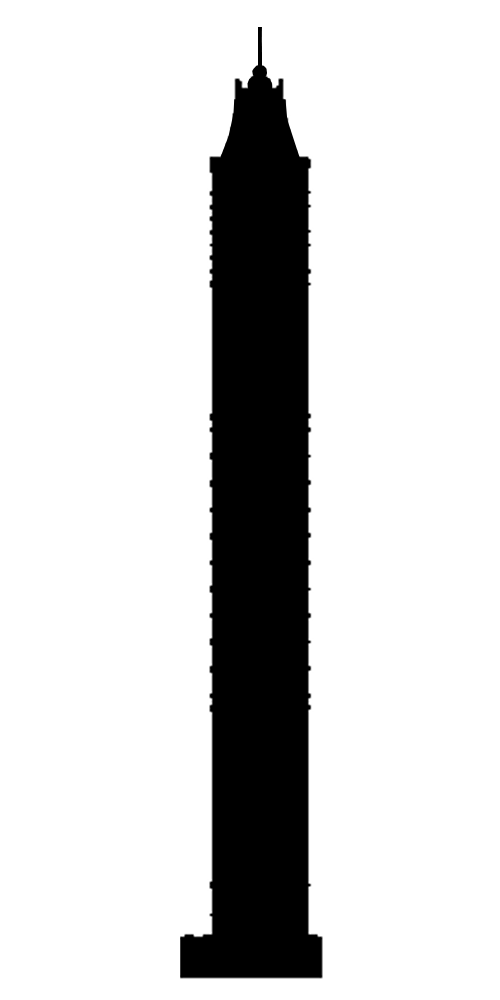
الیت رزیدنس

الیت رزیدنس (انگلیسی: Elite Residence) یک آسمان‌خراش در شهر دبی، امارات متحده عربی است.
این آسمان‌خراش که در سال ۲۰۰۶ شروع به ساخت شده در سال ۲۰۱۲ افتتاح شده و دارای ۸۷ طبقه و ۳۸۰.۵ متر ارتفاع می‌باشد.